# Melastrota dona
Melastrota dona là một loài bướm đêm thuộc phân họ Arctiinae, họ Erebidae.